# くじらのホセフィーナ
『くじらのホセフィーナ』は、国際映画社と葦プロダクションが制作したテレビアニメであり、国際映画社初のアニメ作品でもある。
原作はスペインの児童文学作家、ホセ=マリア・サンチェス=シルバ（Jose Maria Sanchez Silva）の作による童話『さよならホセフィーナ（原題：『Adiós, Josefina』）』。
1979年4月2日から同年8月28日まで、東京12チャンネル（現：テレビ東京）にて放送された。1979年の『国際児童年』協賛番組であった。

## ストーリー
寂しがりやの少年・サンティーの親友は、コップの中に住む不思議なくじら・ホセフィーナ。ホセフィーナは夜になると大きくなり宙を舞い、サンティーを不思議な冒険の世界へと連れて行ってくれる。
やがて、サンティーはホセフィーナ以外にも興味を示すようになる。置いてきぼりにされたホセフィーナは悲しみのあまり、彼の気を引くために故郷に帰ることもあったが、やがて彼の成長を認める。サンティーもホセフィーナとの別れをつらく思うが、自らの成長と表裏一体であることを理解する。そして、二人が別れのあいさつを交わしたところで物語は幕を下ろす。

## 製作
『ブロッカー軍団IVマシーンブラスター』から『女王陛下のプティアンジェ』まで、葦プロダクション作品は日本アニメーションとの共同制作によるものであった。本作以降、『宇宙戦士バルディオス』まで葦プロは、国際映画社と共同でアニメーション制作に関わっている。
第3話、第20話の絵コンテ・原画は本作と同じ国際映画社作品である『ずっこけナイトドンデラマンチャ』の第6話絵コンテ・原画、『銀河旋風ブライガー』と『魔境伝説アクロバンチ』のOPとEDの演出・原画を後に担当する金田伊功が描いている。
本作の映像の著作権は現在プロダクションリードが所持しており、共同制作者の国際映画社は権利を放棄している（ただし国際映画社作品の主題歌を集めたCD等には、本作の主題歌も収録されている）。

## 登場キャラクター・キャスト
- サンティー：神保なおみ
- ホセフィーナ：高橋和枝
- ラファエル：田中崇
- マリア、ナレーション：沢田敏子
- ローサ：鈴木富子
- セリア：松尾佳子
- メルチュウル：北川国彦
- ベニータ：川島千代子
- おばあさん：川路夏子
- 先生：峰恵研
- ゲストキャラ等：高田竜二、柴田秀勝、永井一郎、水島裕　他

## スタッフ
- 制作：壺田淳荘
- 企画：壺田重夫（国際映画社）、佐藤俊彦（葦プロダクション）
- 原作：ホセ=マリア・サンチェス=シルバ（『さよならホセフィーナ』より）
- 脚色構成：山本優
- 脚本：山本優、小山高男、曽田博久、新井光、金春智子
- 音楽：河野土洋
- キャラクターデザイン：富沢和雄
- 捕鯨船デザイン:金田伊功（第20話、ノンクレジット）
- 作画監督：田中保（上條修）、富沢和雄、平山智 他
- 美術監督：勝又激
- 撮影監督：菅谷信行
- 制作協力：財団法人日本スペイン協会
- プロデューサー：柳沢隆行（東京12チャンネル）、相原義彰・加藤博（葦プロダクション）
- 演出監修：新田義方
- 絵コンテ・演出：湯山邦彦、新田義方、金田伊功、貞光紳也、広川和之、神田武幸、西牧秀夫、行田進、山田繁男、玉川真知子、藤原良二、山崎和男、富沢和雄
- 演出助手：大庭寿太郎
- 作画：スタジオZ（金田伊功、富沢和雄、越智一裕、平山智、亀垣一、鍋島修、飯島正勝、長崎重信）、いのまたむつみ、佐藤元、斉藤格、佐藤美代子、笠原慎介、増井泉、久保美八子、スタジオジョーク 他
- 美術設定：スタジオコスモス
- 音響ディレクター：小松亘弘
- 音響効果：伊藤道広（E&M）
- 録音：整音スタジオ
- 調整：大塚晴寿
- 編集：辺見俊夫
- 現像：東映化学工業
- 製作管理：佐藤訓史
- 制作補：庄司清
- 製作：東京12チャンネル、国際映画社、葦プロダクション

## 主題歌
- オープニング - 「くじらのホセフィーナ」

作詞 - 関根栄一 / 作曲 - 穂口雄右 / 編曲 - 青木望 / 歌 - 大杉久美子、コロムビアゆりかご会
- エンディング - 「さよならサンティー」

作詞 - 関根栄一 / 作曲 - 穂口雄右 / 編曲 - 青木望 / 歌 - 大杉久美子、フィーリング・フリー

## 放送局
- 東京12チャンネル（制作局）
- 北海道文化放送：土曜 8:00 - 8:30（1979年4月14日 - 9月22日）[3]
- 青森テレビ：月曜 - 金曜 6:00 - 6:30（1983年頃に放送）
- 山形テレビ：月曜 16:30 - 17:00[4]
- ミヤギテレビ：土曜 7:00 - 7:30[5]
- 福島中央テレビ：月曜 - 金曜 6:15 - 6:45（1982年に放送）[6]
- 新潟総合テレビ：土曜 7:30 - 8:00[4]
- 長野放送：日曜 8:00 - 8:30[4]
- 静岡放送：水曜 17:30 - 18:00[7]
- 富山テレビ：土曜 7:30 - 8:00[7]
- 福井テレビ：金曜 17:25 - 17:55（本放送終了後の1980年に放送）[8]
- 中部日本放送：月曜 - 金曜 6:00 - 6:30（1982年頃に放送）[9]
- 近畿放送（現・京都放送）：金曜 18:30 - 19:00[4]
- サンテレビ：月曜 19:30 - 20:00[4]
- 奈良テレビ：月曜 19:00 - 19:30[7]
- テレビ和歌山：月曜 19:30 - 20:00[7]
- 西日本放送：土曜 16:55 - 17:25[10](1979年10月27日 - 1980年5月31日)
- 熊本放送：火曜 17:00 - 17:30[7]
- 宮崎放送：月曜 - 金曜 6:20 - 6:50（1981年頃に放送）[11]

## 放送リスト
| 話 | サブタイトル               | 脚本     | 絵コンテ          | 演出       | 放送日        |
| -- | -------------------------- | -------- | ----------------- | ---------- | ------------- |
| 1  | コップの中のひみつ         | 山本優   | 湯山邦彦          | 湯山邦彦   | 1979年 4月9日 |
| 2  | ふしぎな海のたび           | 山本優   |                   | 広川和之   | 4月16日       |
| 3  | ぼくだけの無人島           | 山本優   | 金田伊功          | 西牧秀夫   | 4月23日       |
| 4  | おばけの町のぼうけん       | 山本優   | 西牧秀夫          | 新田義方   | 4月30日       |
| 5  | こんにちはニッポン         | 小山高男 |                   | 湯山邦彦   | 5月7日        |
| 6  | 学校なんて大きらい         | 山本優   | 神田武幸          | 行田進     | 5月21日       |
| 7  | かぜひきシンドバット       | 曽田博久 | 新田義方          | 新田義方   | 5月28日       |
| 8  | はじめての学校             | 新井光   | 貞光紳也          | 広川和之   | 6月11日       |
| 9  | よそんちの子になっちゃった | 小山高男 | 湯山邦彦          | 湯山邦彦   | 6月18日       |
| 10 | 神様に会っちゃった         | 山本優   | 西牧秀夫          | 西牧秀夫   | 6月25日       |
| 11 | 親切はだれのため           | 山本優   | 山田繁男          | 行田進     | 7月3日        |
| 12 | 教室にきたコウノトリ       | 金春智子 | 玉川真知子        | 湯山邦彦   | 7月10日       |
| 13 | 魚は絶対食べないぞ         | 曽田博久 | 広川和之          | 広川和之   | 7月17日       |
| 14 | たから星ひみつ星           | 山本優   | 湯山邦彦          | 湯山邦彦   | 7月24日       |
| 15 | エスコリアルの騎士         | 山本優   | 山崎和男          | 玉川真知子 | 7月31日       |
| 16 | ぼくの素敵な女の子         | 新井光   | 新田義方          | 湯山邦彦   | 8月7日        |
| 17 | 大変だァ!山火事だァ!       | 曽田博久 | 貞光紳也          | 広川和之   | 8月14日       |
| 18 | 天国の大冒険               | 山本優   | 広川和之          | 湯山邦彦   | 8月21日       |
| 19 | 山賊をつかまえろ           | 新井光   | 新田義方          | 新田義方   | 8月28日       |
| 20 | 北極海のたたかい           | 山本優   | 金田伊功          | 湯山邦彦   | 9月11日       |
| 21 | 恐怖の海の大魔王           | 曽田博久 | 湯山邦彦          | 行田進     | 9月18日       |
| 22 | さばくの魔王をやっつけろ   | 曽田博久 | 広川和之          | 広川和之   | 9月25日       |
| 23 | 前編 さよならホセフィーナ  | 曽田博久 | 広川和之 山崎和男 | 藤原良二   |               |
| 24 | 後編 さよならホセフィーナ  | 山本優   | 富沢和雄          | 広川和之   |               |
|    | 総集編                     |          |                   |            |               |

第23話と第24話は本放送時は未放送に終わったが、翌年1月の12チャンネルでの再放送時に、第23話と第24話の内容を含む総集編として放送された。なお単独で全24話が放送されたのは、チバテレビをはじめ一部の放送局だけであった。

## ビデオソフト化
- 1984年に東芝映像ソフトから総集編のビデオソフトがVHSとベータで発売された[14]。ビデオはその後一切再発売されておらず、BD・DVD化も行われていない。
- 原作側との権利が切れた際にオリジナルフィルムを海外に返却してしまい、現在、国内の一部の話数の放送用プリントフィルムが紛失している。CS放送のファミリー劇場で再放送が行われた際には東北新社経由でフィルムが捜索されたが、放送可能な素材は12回分しかなかった。権利元の話によると、全話、現存するがフィルムの状態が悪い為に全話の放送及びソフト化が困難とされている。テレビ局、ビデオ会社など大きなスポンサーを見つけない限り映像修復は困難との事である。
- 2013年に日本コロムビアから発売されたDVD『大杉久美子TV主題歌大全集』にオープニング映像とエンディング映像が収録されている。

## 後世への影響
アニメ監督の今川泰宏は、「Febri」とのインタビューの中で、自分がアニメ業界に入るきっかけとして本作を挙げており、思春期前の子どもの心理を童話的なタッチで描きつつも大人の目線も織り込まれていることが衝撃的だったと話している。
たとえば、「生きているものを食べるのはかわいそう」という考えから主人公のサンティーが衰弱する回では、最後のナレーションで大人に向けたメッセージを発することでエピソードの骨格を転換していて感心したと今川は話しており、子どもを叱るのが当たり前だった時代に実践していたのがすごいとも語っている。また、主人公の唯一の理解者である老婆が死亡する回では、老婆の死に対する大人たちの描写が非常にリアルだったと今川は述べている。今川はホセフィーナとの別れを描いた最終回についても自然でよかったと話しており、少年の成長を描いた作品が好きになった理由としても挙げたほか、『ミスター味っ子』にも影響を与えたと語っている。